# Klugerella bifurca
Klugerella bifurca är en mossdjursart som först beskrevs av Powell 1967.  Klugerella bifurca ingår i släktet Klugerella och familjen Cribrilinidae. Inga underarter finns listade i Catalogue of Life.